# Байгончекская волость
Байгончекская во́лость — административно-территориальная единица в составе Перекопского уезда Таврической губернии. Образована в 1880-х годах, как часть Таврической губернии, в основном, из деревень старой Ишуньской и Владиславской волостей.
На 1886 год, согласно справочнику «Волости и важнѣйшія селенія Европейской Россіи», том VIII, в волости числилось 5116 жителей (2735 мужчин и 2381 женщина), площадь земель составляла 132558 десятины (1445 км²), из которой 12213 десятин пахотной. Действовало 3 сельских общества, включавших по 1 деревне (124 двора и 724 жителя).

## География
Располагалась в восточной части уезда, гранича с Феодосийским уездом на востоке и Симферопольским уездом на юге; на юго-западе — с Григорьевской волостью и на западе — с Ишуньской. Занимала территорию части современных Джанкойского и Нижнегорского районов. По результатам Х ревизии 1887 года население составило 7 869 человек в 50 населённых пунктах.

## Состав и население волости на 1887 год
Байгончекская волость существовала до начала 90-х годов XIX века, когда в результате земской реформы 1890 года была упразднена, а поселения переданы в новые волости, в основном Ак-Шеихскую и Тотанайскую.